# Hysterostomella osmanthi
Hysterostomella osmanthi är en svampart som först beskrevs av F. Stevens & R.W. Ryan, och fick sitt nu gällande namn av Arx 1962. Hysterostomella osmanthi ingår i släktet Hysterostomella och familjen Parmulariaceae.   Inga underarter finns listade i Catalogue of Life.